# Beyrie-sur-Joyeuse
Beyrie-sur-Joyeuse település Franciaországban, Pyrénées-Atlantiques megyében. Lakosainak száma 536 fő (2022. január 1.). Beyrie-sur-Joyeuse Amendeuix-Oneix, Amorots-Succos, Armendarits, Béguios, Lantabat, Luxe-Sumberraute, Méharin, Orsanco és Saint-Palais községekkel határos.

## Népesség
A település népességének változása:
| Lakosok száma | 512  | 519  | 525  | 510  | 521  | 530  | 538  | 538  | 536  |
|               | 2013 | 2015 | 2016 | 2017 | 2018 | 2019 | 2020 | 2021 | 2022 |